# Technical death metal
A technical death metal (vagy más néven tech death) a death metal egyik zenei alműfaja, melynek fő jellemzője az összetett ritmusok, riffek és dalszerkezetek. A technical death metal stílusban mozgó együttesek zenészei rendkívül képzett muzsikusok, mivel a stílus megköveteli a magas szintű technikai tudást és virtuózitást. A stílus alapjait az 1980-as évek végén 1990-es évek elején fektették le az olyan kísérletező kedvű death metal zenekarok, mint a Death, az Atheist és a Cynic.

## Definíció és történet
Az Atheist 1989-ben megjelent (az USA-ban 1990-ben) debütáló albuma a Piece of Time és a Death 1990-ben megjelent Spiritual Healing albuma tekinthető a műfaj előfutárának vagy legkorábbi képviselőjének. Ezeken az anyagokon a korábban megjelent death metal albumoktól eltérően szokatlan dalszerkezetek, tempóváltások és komplex ritmusok bukkantak fel. A Nocturnus 1990-ben megjelent The Key albuma szintén tartalmazott a death metalban addig szokatlannak számító megoldásokat, legfőképpen a billentyűs hangszerek előtérbe helyezése révén. 1991-ben a brazil Sarcófago The Laws of Scourge című albuma és a Suffocation Effigy of the Forgotten lemeze is az egyre inkább kiteljesedő stílus jegyeit hordozta magán. A Suffocation technikás megközelítése ráadásul mindvégig rendkívül brutális zenével párosult, így ők tekinthetők a stílus első igazi képviselőinek, akik egyben a stílus egyik legnagyobb úttörőinek is számítanak. A még szintén 1991-ben megjelent Human című Death album, és az Atheist Unquestionable Presence szintén mérföldkő volt a stílus történetében, melyek megközelítése jóval technikásabb lett mint az elődjeiké. Az 1991-es évben megjelent Testimony of the Ancients című Pestilence albumon már szintén a technical death metalra jellemző megoldások domináltak.
A fent említett, 1991-ben megjelent három album, ezek közül is különösen a Human, nagymértékben befolyásolták a 90-es évek technikás death metal zenekarait.

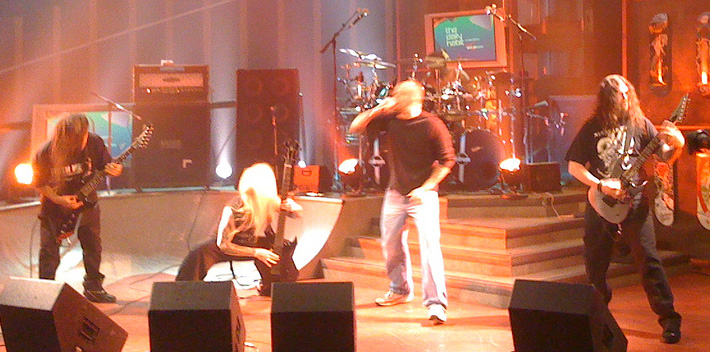
A Suffocation tekinthető az első olyan death metal zenekarnak, melynek zenéjében a brutalitás mellett a technikás játék is kiemelt szerepet kap.

Az 1990-es évek elején/közepén számos technikás death metalt játszó együttes alakult meg vagy adta ki a stílus szempontjából meghatározó lemezeit, köztük a kanadai Cryptopsy, és Gorguts a német Necrophagist, az amerikai Dying Fetus, Cephalic Carnage, Nile, Monstrosity, Cynic vagy a lengyel Decapitated. Az évek múlásával a stílus folyamatosan fejlődött, egyre brutálisabb és technikásabb zenekarok alakultak meg. Az Origin, a Spawn of Possession vagy a már az új évezredben alakult együttesek (például: The Faceless, Beneath the Massacre, Brain Drill, Viraemia) komplexitása, sebessége és brutalitása jócskán felülmúlják az 1980-as évek végén/90-es évek elején megjelent albumokét. Az energikus új együttesek hatására több régi death metal együttes is merített a stílusból, vagy teljes mértékben áttért a technical death metalra (például: Cannibal Corpse, Dying Fetus, Hate Eternal). Ahogy a legtöbb metal műfaj, úgy a technical death metal legfőbb ismertetőjegyei is felfedezhetők más stílusú zenekaroknál. Így számos deathcore, metalcore vagy matekmetal együttesnél kimutathatók a stílus összetevői, és az ilyen együtteseket általában a Mathcore kifejezéssel szokás jelölni (például: Psyopus). Több olyan együttest is szokás a stílushoz sorolni, akik ugyan alkalmaznak technikás death metal elemeket, zenéjük nagy része azonban szélesebb stílusból merít. Az ilyen együttesek legismertebbjei közé tartozik a svéd Opeth és a Meshuggah. Phil Freeman a Metal Edge exszerkesztője szerint több együttesnél is felfedezhető a jazz és a progresszív rock befolyása, mely elsősorban az újabb együttesekre vonatkozik. A stílus szövegvilága nem egységes. Egyes zenekarok a death metal eredeti véres/belezős témáit feszegetik, míg mások hagyományosabb, társadalomkritikus, netán sci-fi szövegekkel operálnak.